# Goldie & the Gingerbreads
Goldie & the Gingerbreads var et amerikansk rockband, som eksisterede fra 1962-1967. De var det første band bestående af kvinder der signerede en større pladekontrakt.
Hvor de fleste kvindebands blev ignoreret af de store pladeselskaber og sjældent tiltrak live publikum, var kvartetten bestående af Ginger Bianco, Margo Lewis, Carol MacDonald og Goldie Zelkowitz (senere kendt som Genya Ravan) i blandt de første der brød ind i et domæne domineret af mænd. De signerede hos Decca i 1963 og hos Atlantic i 1964.

## Begyndelsen
Genya Ravan, der på dette tidspunkt var forsanger i Richard Perrys band The Escorts, mødte Ginger Panabianco i 1962 på en New York Klub. Ginger var på scenen, hvor hun optrådte på trommer for en af Richard Perrys venner. Fundet af en kvindelig trommeslager inspirerede Genya Ravan, som fik ideen om at danne et rockband kun bestående af kvinder. Navnet på det kommende band blev hurtigt opfundet: Goldie var det navn Genya Ravans mor havde givet hende efter at de var kommet til USA i forbindelse med efterkrigstiden i Polen, mens gingerbread var et spil på Gingers navn.
Richard Perry og de andre medlemmer af The Escorts var college studerende. Da sæsonen for sommerkoncerter sluttede, begyndte Genya og Ginger at lede efter en pianist, og rekrutterede Carol O'Grady. At finde en kvindelig guitarist viste sig at blive en del sværere. Flere ad-hoc rekrutaner stødte til, når det var nødvendigt, men da de akkompagnerede Chubby Checker på hans 1962 koncert-tour i Vesttyskland og Schweiz, optrådte de uden guitarist. organisten Margo Lewis, der viste sig at blive gruppens tredje permanente medlem, afløste Carol O'Grady og optrådte med gruppen på Chubby Checker touren. Det følgende år fandt Goldie & the Gingerbreads guitaristen og vokalisten Carol MacDonald, som på dette tidspunkt havde signeret hos Atlantic/Atco Records, og hun joinede Genya, Ginger og Margo og blev det fjerde permanente bandmedlem.

## The Mods and Rockers' Ball 1964
I 1964 holdt modefotograf og filminstruktøren Jerry Schatzberg en fest for Warhol-superstjernen Baby Jane Holzer. Festen blev senere omtalt som "The Mods and Rockers ball, the party of the year" af forfatteren og journalisten Tom Wolfe. Goldie & the Gingerbreads var booked til at forsyne festen med musikalsk underholdning og imponerede forsamlingen med både deres musik og uforlignelige tilstedeværelse. Blandt gæsterne til dette fashionable event var The Rolling Stones og Ahmet Ertegün, bestyrelsesformand for Atlantic Records, som med det samme gav dem en pladekontrakt.

## Gingerbreads i Europa
Senere i 1964 mødte bandet Eric Burdon og The Animals, hvis manager lavede en kontrakt the Gingerbreads om en tour i England. Disse standard grouptours blev arrangeret af pladeselskaber for at fremvise deres liste af talenter, og The Gingerbreads var et ud af seks bands på touren, der optrådte nat efter nat i små byer. I Storbritannien turnerede de med The Rolling Stones, The Animals, The Beatles, The Yardbirds, The Hollies og The Kinks, blandt andre.

## Politikken inden for populærmusikken
Igennem de tidligere 1960'ere turnerede Goldie & the Gingerbreads over hele Nordamerika. Goldie & The Gingerbreads havde en single, "Cant you hear my heartbeat" som nåede #25 på den britiske  topliste i 1965. Singlen blev også sluppet ud i USA, men en indspilning af den samme sang sunget af den stærkt promoverede Herman's Hermits blev sluppet løs med stor fanfare kun to uger før The Gingerbreads release, hvilket fatalt underminerede Gingerbreads chance for deres første hit single i USA.

## Slutningen
I løbet af 1967 og 1968 brød Goldie & the Gingerbreads stille op. De returnerede til USA i et forsøg på at opnå succes, men fejlede. Genya Ravans stærke personlighed og magtfulde lederskab af bandet er blevet citeret for at være en større faktor for bandets brud. Frustration over svigtende indtjening fra pladesalg var også et problem.

## Diskografi
- Skinny Vinnie / Chew Chew Fee Fi Fum
- Thats Why I Love You/ What Kind of man are you
- Cant you hear my heartbeat/Little Boy
- Thats why i Love you/ The Skip
- Sailor Boy/ Please Please
- Think about the Good Times/Please Please
- Walking in different circles/Song of the Moon
- Think about the times